# Ana-Marija Jonjev
Ana-Marija Jonjev (* 1. Januar 2000) ist eine serbische Volleyballspielerin.

## Karriere
Ana-Marija Jonjev begann ihre Karriere 2017 bei OK Partizan Belgrad. Von 2020 bis 2022 spielte sie für Jedinstvo Stara Pazova. 2022 war die Zuspielerin dann zunächst beim ukrainischen Verein SC Prometey, kehrte dann aber zu Partizan Belgrad zurück. 2023/24 spielte sie in Montenegro für OK Herzeg Novi. Im CEV-Pokal schied der Verein in der ersten Runde aus. 2024 wurde Jonjev vom deutschen Bundesligisten 1. VC Wiesbaden verpflichtet.